# Лицелбах
Лицелбах (њем. Lützelbach) општина је у њемачкој савезној држави Хесен. Једно је од 15 општинских средишта округа Оденвалд. Према процјени из 2010. у општини је живјело 7.061 становника. Посједује регионалну шифру (AGS) 6437010.

## Географски и демографски подаци
Лицелбах се налази у савезној држави Хесен у округу Оденвалд. Општина се налази на надморској висини од 278 метара. Површина општине износи 35,4 km². У самом мјесту је, према процјени из 2010. године, живјело 7.061 становника. Просјечна густина становништва износи 199 становника/km².

## Међународна сарадња
| Мјесто | Држава | Врста сарадње | Од    |
| ------ | ------ | ------------- | ----- |
|        | Пољска | контакт       | 2000. |
| Извор  |        |               |       |